# Миграционные квоты
Миграционные квоты — это количественное ограничение численности прибывающих в государство мигрантов, устанавливаемое органами власти принимающего государства в виде абсолютной, либо относительной величины (процентной доли) по государству в целом, отдельным территориям, видам экономической деятельности (отраслям), государствам происхождения, профессиональным группам.
Квотирование может применяться как метод регулирования временной трудовой иммиграции, либо иммиграции для временного проживания, либо иммиграции в целях переселения на постоянное место жительства. Квотирование мигрантов осуществляется во многих западноевропейских странах (Австрия, Италия, Португалия, Швейцария). Жесткая система квотирования применяется в США. Несмотря на европейскую тенденцию отказа от квотирования трудовой миграции в последнее десятилетие, миграционные квоты все чаще обсуждаются как эффективный инструмент защиты национального рынка труда (например, в Испании). Словосочетанием «миграционные квоты» в российских средствах массовой информации нередко называют систему квотирования привлечения иностранных граждан для осуществления трудовой деятельности. К ним относятся квоты на выдачу приглашений на въезд и на выдачу иностранным гражданам разрешений на работу. Помимо них, в России существуют: квота на выдачу разрешений на временное проживание и предельная допустимая доля использования иностранных работников по видам экономической деятельности. Кроме того, существует АИК «Миграционные квоты» — государственная информационная система, предназначенная для автоматизации процесса подготовки, обобщения и анализа заявок работодателей о потребности в привлечении иностранной рабочей силы.

## Квотирование трудовой иммиграции в Европе
Квотирование привлечения иностранной рабочей силы осуществляется во многих европейских странах. Интеграционные процессы в Европе переориентировали ограничительные механизмы на страны, не входящие в ЕС.
Испания и Италия являются, с одной стороны поставщиками рабочей силы для западноевропейских рынков труда, а с другой стороны, сами стали активными потребителями иностранной рабочей силы из третьих стран.
Испания
Система квотирования в Испании, называемая «contingente», схожа с российской моделью, но, понимая низкую эффективность этого механизма, органы власти начали внедрять более гибкие инструменты управления трудовой миграцией («Общий режим» и «Каталог профессий с дефицитом рабочей силы»).
В качестве альтернативы квотам Испанское правительство заключило соглашения с рядом государств Африки (Марокко, Нигерия, Мали), бывшими советскими республиками (Молдова, Украина) и государствами Латинской Америки (Доминиканская Республика, Колумбия, Эквадор, Перу)
Италия
Квоты в Италии определяются на основе уведомлений работодателей о потребности в найме иностранных работников с учётом консультаций с ассоциациями предпринимателей. Небольшая часть этих квот формируется в результате двусторонних соглашений о привлечении иностранной рабочей силы.
Для граждан из стран новых членов ЕС и граждан третьих стран устанавливаются отдельные квоты. Также существуют квоты для сезонных рабочих. Некоторые категории: спортсмены, переводчики, медицинские сестры не лимитируются.
Великобритания
В Великобритании традиционно доступ к рынку труда имели граждане государств Содружества, но в 60-е гг. были введены ваучеры, в основе которых лежал категориальный принцип. Работать в Великобритании имели право лица, имевшие конкретные предложения работы, а также граждане стран Содружества, имевшие дефицитную квалификацию. В 1965 году была введена квота в размере 8500 человек для указанных категорий.
Хотя квоты существуют в британской системе регулирования миграции по сей день, для повышения прозрачности и упрощения процесса найма работников-мигрантов была введена система балльной оценки кандидатов.
Система предусматривает пять категорий мигрантов:
- высококвалифицированные специалисты;
- квалифицированные работники, имеющие предложения работы и восполняющие нехватку рабочей силы;
- ограниченное количество малоквалифицированных работников, необходимых для восполнения временной нехватки рабочей силы в конкретных областях;
- учащиеся, получившие соответствующее предложение от учебного заведения;
- мобильная молодежь и временные работники.

В качестве критериев оценки используются: знание языка, наличие средств к существованию, возраст, уровень образования/ученая степень, потенциальный заработок, предложение работы (дефицитная профессия, отсутствие местных кадров, внутрифирменное перемещение).
Балльная система является более гибким инструментом регулирования иммиграции, в том числе трудовой, чем квотирование.

## Иммиграционные квоты в США
Система иммиграционных квот в США является наиболее сложной и жесткой. Нация, которая сформировалась почти полностью за счет иммигрантов из Старого Света, сегодня предпринимает максимум усилий, чтобы этот процесс замедлить.
Квоты на выдачу «карт постоянных жителей» (грин-карт — от англ. Green Card — «зеленая карта») распределены по категориям иммигрантов в зависимости от наличия родственников-граждан США и состава семей или возможностей занятости в стране.
Квоты для родственников
Выделены 5 квотируемых категорий родственников граждан США и постоянно проживающих иностранцев:
- не состоящие в браке лица, хотя бы один из родителей которых имеет гражданство США;
- не состоящие в браке взрослые (от 21 года) дети владельцев «грин-карт»;
- супруги и не состоящие в браке дети (моложе 21 года) владельцев «грин-карт»;
- состоящие в браке дети граждан США;
- братья и сестры граждан США, достигших 21 года.

Квоты на них устанавливаются в абсолютных значениях. Общая квота на 2010 г. — 226 тысяч виз.
Не ограничиваются квотами непосредственные родственники:
- супруги граждан США;
- вдовцы/вдовы граждан США (в течение 2 лет при условии не меньшей, чем 2 года длительности брака);
- не состоящие в браке лица (до 21 года), хотя бы один из родителей которых имеет гражданство США;
- родители взрослых (старше 21 года) детей — граждан США;
- усыновленные дети граждан США, если такое усыновление наступило до достижения ими 16-летнего возраста;
- пасынки/падчерицы, а также мачехи/отчимы граждан США, если соответствующие родственные связи наступили до достижения детьми 18-летнего возраста.

Указанные категории могут получить временную К-визу.
Квоты для рабочих
На основе перспектив занятости выделены 5 категорий иностранных работников (Общая квота на 2010 г. — 140 тысяч виз.
Квоты устанавливаются в процентах):
1. «Приоритетные работники» (28,6 %), в том числе:
  - обладающие экстраординарными способностями искусстве, науке, бизнесе, образовании и спорте;
  - признанные на международном уровне ученые и преподаватели (с опытом не менее 3 лет);
  - высшие руководители и менеджеры транснациональных компаний, проработавшие в них не менее года за последние три;
2. Работники, имеющие высшее профессиональное образование или учёную степень, а также работники, обладающие выдающимися способностями искусстве, науке, бизнесе (28,6 %).
3. Работники, имеющие степень бакалавра, квалифицированные и неквалифицированные работники, имеющие опыт работы не менее 2 лет или аналогичное обучение, работники для занятий, не требующих опыта или обучения. Период ожидания тем меньше, чем выше квалификация (28,6 %).
4. Работники религиозных организаций и другие категории, не относящиеся к перечисленным выше (7,1 %).
5. Индивидуальные инвесторы, готовые вложить в экономику США не менее 1 млн долл., либо 0,5 млн долл. — в экономически депрессивные или сельские территории (есть специальная программа) (квота около 10 тысяч грин-карт или 7,1 %). При этом:
  - новый бизнес должен создать не менее 10 рабочих мест на условиях полной занятости (исключая самого инвестора и зависимых лиц);
  - в случае вложений в уже существующий бизнес инвестиции должны увеличить собственный капитал организации или число занятых до 140 %, либо сохранить все существующие рабочие места в бизнесе, потерявшем более 20 процентов собственного капитала за период от 1 до 2 лет.

Квоты для розыгрыша в лотерее
Каждый год 55 тысяч грин-карт разыгрывается в лотерее.
Квоты для беженцев
Ежегодная квота в 90 тысяч грин-карт устанавливается для беженцев, находящихся за пределами США, но имеющих спонсора, который оплатит их финансовые затраты.
Специальные квоты
Специальная квота в 10 тысяч устанавливается для особых категорий мигрантов:
- духовенство и иные работники признанных религиозных организаций;
- иностранные квалифицированные медицинские работники, живущие и работающие в США до 1978 года;
- лица, работавшие в Зоне Панамского канала;
- лица, проработавшие на Правительство США не менее 15 лет;
- иностранные работники, проработавшие в Консульстве США в Гонконге не менее 3 лет;
- лица, получившие защиту Уголовного суда США.

Квоты для временных рабочих
Кроме того, Правительством США устанавливаются квоты на временных иностранных работников.
Работникам, имеющим образование не ниже колледжа, либо эквивалентный опыт работы, может быть выдана рабочая виза до 6 лет (с продлением ещё на 3 года). Общее число таких виз — не более 65 тысяч в год.
Обязательным условием является заявка работодателя, которая направляется в Департамент труда. Только после одобрения этой заявки мигрант может обращаться в Службу иммиграции и натурализации США с ходатайством и документами, подтверждающими образование.
Визы для иностранных работников, нанимаемых на кратковременные или сезонные работы (квота — 66 тысяч в год) действуют не более года (даже с учётом продления до 3 месяцев).
Работодатель не ранее, чем за 4 месяца до привлечения работника должен подать заявление в Департамент труда для получения Временного трудового сертификата. После он обращается в Службу иммиграции и натурализации США с ходатайством. В случае одобрения иностранным работником может быть подана заявка на получение визы.

## Миграционное квотирование в России
История иммиграции в Российскую империю не указывает на какие-либо серьёзные ограничения для иностранных колонистов, желающих переселиться в малонаселенные российские земли. Ограничения на переселение, однако, существовали для российских крестьян в виде максимального надела земли, которым они располагали в месте первоначального проживания. Переезжать могли лишь те, у кого этот надел составлял менее 8,8 га на 1 мужчину в семье.
В Советской России в период НЭПа ограничения на иммиграцию уже носят более конкретный характер. Постановлением Совета труда и обороны РСФСР от 10 мая 1922 года признано «необходимым максимальное сокращение иммиграций и допущение к въезду в РСФСР только тех групп рабочих, относительно которых имеется полная гарантия, что они найдут необходимый заработок»
Беспрепятственный въезд в Россию был разрешен промышленным и сельскохозяйственным группам, организованным в Америке под руководством II Отдела Промышленной Иммиграции при Высшем Совете Народного Хозяйства по соглашению с Народным Комиссариатом Труда.
Запрещение браков между гражданами СССР и иностранцами просуществовало с 1947 по 1953 годы.
Миграционные процессы внутри страны регулировались административными методами, в том числе организованный набор рабочих, лимиты и планы по труду, лимит прописки.
В 1964 г. Совмином СССР были введены ограничения на поселение в городах-курортах Пятигорске, Кисловодске, Железноводске, Ессентуках, Минеральных Водах и прилегающих к ним населенных пунктах.
В Законе «О правовом положении иностранных граждан в СССР» (1981 год) не предусматривалось установление количественных ограничений на въезд и трудовую деятельность иностранных граждан. Постоянно проживающие в Союзе ССР иностранцы имели такие же права на труд как и советские граждане. А во временной трудовой иммиграции в те годы ещё не было необходимости.
Впервые миграционные квоты вводятся Федеральным законом «О правовом положении иностранных граждан в Российской Федерации». С этого момента ежегодно устанавливаются:
- квота на выдачу иностранным гражданам приглашений на въезд в Российскую Федерацию в целях осуществления трудовой деятельности;
- квота на выдачу иностранным гражданам разрешений на временное проживание.

Квоты на выдачу иностранным гражданам разрешений на работу устанавливаются в России с 2007 года. Введение этих квот означало ограничение для иностранных работников из «безвизовых» стран, в то время как раньше котировалось привлечение мигрантов, прибывающих в визовом порядке.
Размер квот на осуществление иностранными гражданами трудовой деятельности определяется на основании предложений регионов, которые формируются путём обобщения заявок работодателей.

### АИК «Миграционные квоты»
Информационная система была разработана ещё в 2007 году в рамках ФЦП «Электронная Россия» двумя научно-исследовательскими организациями: НИИ «Восход» и НИИ труда и социального страхования.
С помощью это информационной системы работодатели могут заполнить электронные заявки на привлечение иностранных работников в соответствии с требованиями миграционного законодательства. Заполненные заявки попадают в базу данных и рассматриваются региональными уполномоченными органами, а в дальнейшем — Минздравсоцразвития России.
В настоящее время информационный комплекс используется в 11 регионах более, чем 23 тысячами работодателей, из которых более 16 тысяч расположены в г. Москве.
С 2013 года и по настоящее время разработкой, развитием  и сопровождением АИК "Миграционные квоты" занимается Группа компаний "АДАПТ".
АИК «Миграционные квоты» — государственная информационная система, поэтому она:
- бесплатна для работодателя, поскольку финансируется за счет федерального бюджета;
- относительно безопасна, так как база находится на сервере Минтруда России.

Система работает через Интернет, не требует инсталляции и неприхотлива к системным ресурсам.
НИИ труда и социального страхования разработана инструкция для работодателей по использованию АИК «Миграционные квоты» (недоступная ссылка) (недоступная ссылка).

## Альтернатива квотированию мигрантов
Перечни дефицитных профессий широко распространены в государствах, принимающих трудовых мигрантов, в качестве «позитивных» регуляторов миграционных потоков. В отличие от квот они не устанавливают ограничений, а создают преференции.
Балльные системы регулирования трудовой иммиграции применяются в Великобритании, Австралии, Новой Зеландии и Канаде.
Функцию регулирования тут выполняют:
- критерии оценки кандидатов;
- списки профессий, востребованных на рынках труда ;
- перечни категорий, которым не требуется разрешение на работу.

В последние годы можно было наблюдать переход от «запретительных» мер к «разрешительным» и в России.
Ухудшение экономической ситуации и рост безработицы в странах традиционной иммиграции в 2008—2009 гг. снова диктуют необходимость возврата к квотированию мигрантов даже при условии применения балльных систем и перечней профессий.